# Strångsjö
Strångsjö är en tätort i Katrineholms kommun, 11 kilometer söder om Katrineholm längs riksväg 55.

## Historia
När järnvägen mellan Katrineholm och Norrköping stod klar 1866 fick Strångsjö en järnvägsstation. Under de första decennierna skickades via järnväg främst virke från skogarna i Kolmården. I början av 1900-talet fick Strångsjö även ett par företag: en smedja öppnades 1900, Strångsjö Ångsåg och Raffelstoppfabriken 1901, senare också en torvströfabrik. 
I själva Strångsjö fanns livsmedelsaffär, ett café och en matservering samt olika hantverkare. Efterhand kom de olika företagen att läggas ned. Poststationen lades ned i april 1968 och i maj 1968 upphörde persontrafiken på järnvägen.

## Befolkningsutveckling
| Befolkningsutvecklingen i Strångsjö 1950–2020 | Befolkningsutvecklingen i Strångsjö 1950–2020 | Befolkningsutvecklingen i Strångsjö 1950–2020 | Befolkningsutvecklingen i Strångsjö 1950–2020 | Befolkningsutvecklingen i Strångsjö 1950–2020 |
| --------------------------------------------- | --------------------------------------------- | --------------------------------------------- | --------------------------------------------- | --------------------------------------------- |
|                                               |                                               |                                               |                                               |                                               |
| År                                            |                                               |                                               | Folkmängd                                     | Areal (ha)                                    |
| 1950                                          | 1950                                          |                                               | 252                                           |                                               |
| 1960                                          | 1960                                          |                                               | 241                                           |                                               |
| 1965                                          | 1965                                          |                                               | 268                                           |                                               |
| 1970                                          | 1970                                          |                                               | 343                                           |                                               |
| 1975                                          | 1975                                          |                                               | 320                                           |                                               |
| 1980                                          | 1980                                          |                                               | 322                                           |                                               |
| 1990                                          | 1990                                          |                                               | 321                                           | 61                                            |
| 1995                                          | 1995                                          |                                               | 348                                           | 62                                            |
| 2000                                          | 2000                                          |                                               | 365                                           | 59                                            |
| 2005                                          | 2005                                          |                                               | 370                                           | 59                                            |
| 2010                                          | 2010                                          |                                               | 365                                           | 59                                            |
| 2015                                          | 2015                                          |                                               | 351                                           | 53                                            |
| 2020                                          | 2020                                          |                                               | 354                                           | 50                                            |
|                                               |                                               |                                               |                                               |                                               |